# جوليان ماري يسن
جوليان ماري يسن (بالدنماركية: Juliane Marie Jessen)‏ (11 فبراير 1760، كوبنهاغن في الدنمارك - 6 أكتوبر 1832، فريدريكسبرغ في الدنمارك)؛ كاتِبة، مترجمة وشاعرة دنماركية.